# Rhyacophila fenestra
Rhyacophila fenestra är en nattsländeart som beskrevs av Ross 1938. Rhyacophila fenestra ingår i släktet Rhyacophila och familjen rovnattsländor. Inga underarter finns listade i Catalogue of Life.